# Copperopolis
Copperopolis és una concentració de població designada pel cens dels Estats Units a l'estat de Califòrnia. Segons el cens del 2000 tenia 2.363 habitants.

## Demografia
Segons el cens del 2000, Copperopolis tenia 2.363 habitants, 959 habitatges, i 717 famílies. La densitat de població era de 42,4 habitants/km².
Dels 959 habitatges en un 27,3% hi vivien nens de menys de 18 anys, en un 63% hi vivien parelles casades, en un 8,3% dones solteres, i en un 25,2% no eren unitats familiars. En el 19,7% dels habitatges hi vivien persones soles el 8,3% de les quals corresponia a persones de 65 anys o més que vivien soles. El nombre mitjà de persones vivint en cada habitatge era de 2,46 i el nombre mitjà de persones que vivien en cada família era de 2,81.
Per edats la població es repartia de la següent manera: un 23% tenia menys de 18 anys, un 5,1% entre 18 i 24, un 22,2% entre 25 i 44, un 31,3% de 45 a 60 i un 18,4% 65 anys o més.
L'edat mediana era de 45 anys. Per cada 100 dones de 18 o més anys hi havia 96,3 homes.
La renda mediana per habitatge era de 41.677 $ i la renda mediana per família de 46.339 $. Els homes tenien una renda mediana de 42.125 $ mentre que les dones 30.833 $. La renda per capita de la població era de 23.530 $. Entorn del 8,6% de les famílies i el 12,4% de la població estaven per davall del llindar de pobresa.

## Poblacions més properes
El següent diagrama mostra les poblacions més properes.